# Hiromi Kojima
Hiromi Kojima (小島 宏美?, Kojima Hiromi; Nōgata, 12 dicembre 1977) è un ex calciatore giapponese, di ruolo centrocampista.